# Fennimore
Fennimore és una població dels Estats Units a l'estat de Wisconsin. Segons el cens del 2000 tenia 2.387 habitants.

## Demografia
Segons el cens del 2000, Fennimore tenia 2.387 habitants, 1.021 habitatges, i 622 famílies. La densitat de població era de 622,7 habitants per km².
Dels 1.021 habitatges en un 28% hi vivien nens de menys de 18 anys, en un 48,8% hi vivien parelles casades, en un 0% dones solteres, i en un 39% no eren unitats familiars. En el 32% dels habitatges hi vivien persones soles el 16,8% de les quals corresponia a persones de 65 anys o més que vivien soles. El nombre mitjà de persones vivint en cada habitatge era de 2,27 i el nombre mitjà de persones que vivien en cada família era de 2,88.
Per edats la població es repartia de la següent manera: un 23,2% tenia menys de 18 anys, un 9,4% entre 18 i 24, un 25,8% entre 25 i 44, un 20,1% de 45 a 60 i un 21,6% 65 anys o més.
L'edat mediana era de 40 anys. Per cada 100 dones de 18 o més anys hi havia 83,2 homes.
La renda mediana per habitatge era de 34.453 $ i la renda mediana per família de 42.287 $. Els homes tenien una renda mediana de 33.095 $ mentre que les dones 20.274 $. La renda per capita de la població era de 18.701 $. Aproximadament el 4,1% de les famílies i el 7,9% de la població estaven per davall del llindar de pobresa.

## Poblacions properes
El següent diagrama mostra les poblacions més properes.